# Wilhelm Knop
Wilhelm Knop, född 28 juni 1817 i Altenau am Harz, död 28 januari 1891 i Leipzig, var en tysk kemist. Han var bror till Adolf Knop.
Knop blev 1879 direktör för agrikulturkemiska universitetslaboratoriet i Leipzig.  Han var den förste som införde och definierade begreppet finjord (tyska: Feinerde) i motsats till jordens skelett eller grovjord.  Den näring, som växterna upptar ur jorden, hämtas huvudsakligen från de finfördelade jordpartiklarna, i det att dessa lättast undergå förvittring och därjämte absorption av i lösning tillförda ämnen sker huvudsakligen genom dem. Dessa delar är därför de för jordens fruktbarhet viktigaste. Han redigerade 1848-62 "Pharmazeutisches (från 1856 "Chemisches") Zentralblatt" och författade läro- och handböcker i sitt ämne. 